# Keith Lowe (historien)
Pour les articles homonymes, voir Lowe et Keith Lowe (homonymie).
Keith Lowe, né en 1970, est un historien britannique.

## Biographie
Keith Lowe étudie la littérature anglaise à l'université de Manchester. Il est éditeur d'ouvrage historique pendant douze ans puis se lance dans la carrière d'écrivain.

## Ouvrages
Il accède à la notoriété en 2007 lorsqu'il publie Inferno: The Devastation of Hamburg 1943 (paru en France en 2015 sous le titre Inferno: La dévastation de Hambourg, 1943) qui analyse le bombardement aérien de Hambourg qui s'est déroulé du 25 juillet 1943 au 3 août 1943 connu sous le nom d’opération Gomorrhe.
En 2012, il publie Savage Continent: Europe in the Aftermath of World War II (paru en France en 2013 sous le titre L'Europe barbare : 1945-1950) qui analyse l'Europe d'après-guerre. Selon  Christian Ingrao dans Le Monde, « Le livre de Keith Lowe [...] est le résultat d'une enquête soigneuse qui brosse un portrait cru de l'Europe de 1945. [...] Il y décrit très bien l'inextinguible soif de vengeance de populations martyrisées, les politiques diversement contrôlées et insufflées de nettoyage ethnique qui préside à la gigantesque remue d'hommes que connaît alors l'Europe – surtout orientale ». Pour Grégoire Kauffmann de L'Express, « Lowe fait partie de ces historiens anglo-saxons quadragénaires et polyglottes qui renouvellent en profondeur notre connaissance du siècle des génocides et des totalitarismes. [...] L'accent mis sur les atrocités de l'immédiat après-guerre ne conduit pas à relativiser les crimes du nazisme au prétexte que les anciens bourreaux seraient devenus des victimes - et les anciennes victimes des bourreaux. Lowe rappelle que la spirale de violence fut une conséquence directe de la barbarie hitlérienne. Reste que cette étude implacable écorne singulièrement le mythe commode d'une Europe débarrassée du Mal après la chute du IIIe Reich ».

### en anglais
- Tunnel Vision, William Heinemann, 2001, 416 p. (ISBN 978-0-434-00966-4)
- New Free Chocolate Sex, 2005
- Inferno : The Devastation of Hamburg 1943, Penguin Viking, 2007, 512 p. (ISBN 978-0-670-91557-6)
- Savage Continent : Europe in the Aftermath of World War II, St. Martin's Press, 2012, 480 p. (ISBN 978-1-250-00020-0)

### en français
- L'Europe barbare : 1945-1950 [« Savage Continent: Europe in the Aftermath of World War II »]  (trad. de l'anglais), Paris, Perrin, 2013, 488 p. (ISBN 978-2-262-03776-5)
- Inferno : La Dévastation de Hambourg, 1943 [« Inferno: The Devastation of Hamburg 1943 »]  (trad. de l'anglais), Paris, Perrin, 2015, 352 p. (ISBN 978-2-262-03851-9)
- La Peur et la Liberté. Comment la Seconde Guerre mondiale a bouleversé nos vies, Perrin / ministère des Armées, 2019.